# 環球全域電訊
環球全域電訊有限公司（英語：HGC Global Communications Limited），前稱和記環球電訊有限公司，由I Squared Capital全資擁有，主要業務是在香港提供話音及數據通訊服務，中型電腦系統集成，軟件開發及提供相關服務、分銷電腦產品，是香港持牌固網電訊商之一，並提供光纖上網服務。

## 上市及私有化

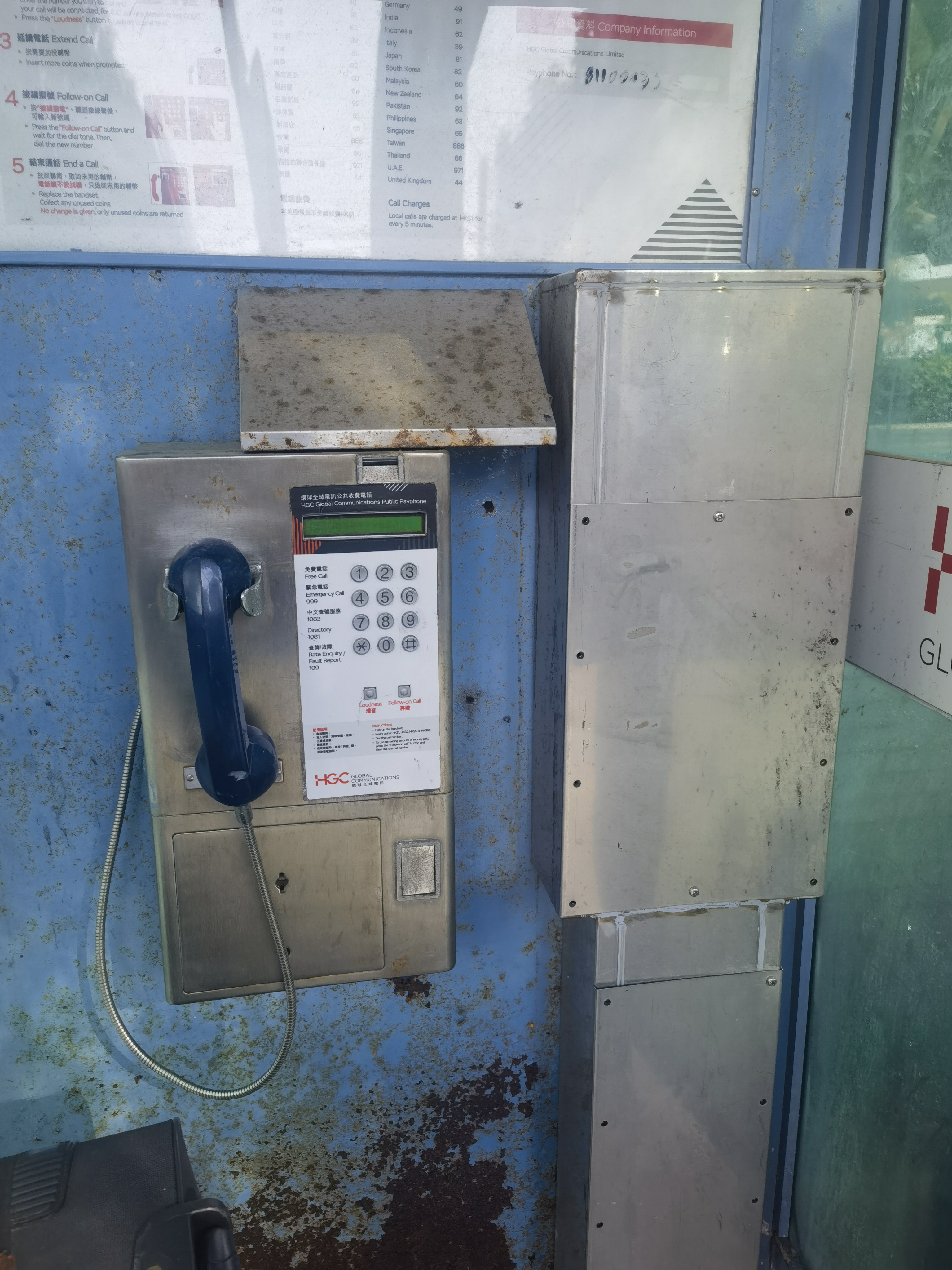
环球全域通讯的电话亭

和記環球電訊，正式把中聯系統控股有限公司（港交所：0757）借殼上市，曾是長江和記實業的聯營公司。2004年1月，中聯系統以港幣71億元收購和記環球電訊全部股份，其中港幣39億元以中聯系統新股（發行價每股港幣八角），而另外的港幣32億元則以可換股票據（換股價每股港幣九角六仙）支付；另外，中聯系統同時向長江實業和中電控股以4億港元收購電聯網絡香港有限公司全部股權。
2004年4月，中聯系統更名為和記環球電訊，有投資者憧憬和記環球電訊會注入更多電訊業務，但有關憧憬最終沒有實現。其後，和記環球電訊曾以每股9角配股，集得18億港元。和記電訊國際最終以每股65仙私有化和記環球電訊。
2009年，和記電訊國際分拆香港及澳門電訊業務重新上市，新公司名為和記電訊香港控股，和記環球電訊的擁有權亦由和記電訊國際轉移至和記電訊香港控股。
2017年7月30日，和記電訊香港控股以144.97億港元現金代價，出售固網電訊業務和記環球電訊給I Squared Capital全資擁有的基金公司Asia Cube GlobalCommunications；交易於同年10月3日完成。其後和記環球電訊改名為環球全域電訊。
2019年8月22日，環球全域電訊收購數碼技術解決方案供應商高威電信，管理層未有透露作價。

## 服務內容
環球全域電訊提供各類的電訊業務，包括 HGC 家居寬頻、IDD 國際長途電話、商業寬頻和電話線等。